# 1996 VU5
1996 VU5 är en asteroid i huvudbältet som upptäcktes den 14 november 1996 av den japanska astronomen Takao Kobayashi vid Ōizumi-observatoriet.
Asteroiden har en diameter på ungefär 11 kilometer och den tillhör asteroidgruppen Themis.